# Jack Diamond (architecte)
Pour les articles homonymes, voir Diamond.
Abel Joseph Diamond, dit Jack Diamond, né le 8 novembre 1932 à Piet Retief en Afrique du Sud et mort le 30 octobre 2022, est un architecte canadien.

## Biographie
Jack Diamond naît le 8 novembre 1932 à Piet Retief en Afrique du Sud.
Il est l'un des architectes les plus influents du Canada.
En 1974, il a créé son cabinet d'architecture, A.J Diamond Architects. Cette entreprise est devenue Diamond Schmitt Architects (en).